# Escadron de transformation Phénix 3/31 Landes
L'escadron de transformation Phénix 3/31 « Landes » est une unité de l'Armée de l'air et de l'espace française spécialisée dans la formation des personnels navigants et mécaniciens sur l'avion Airbus A330 MRTT. L'unité reprend les traditions de l'escadrille SAL 22 « Louve Romaine ».

## Historique
L'escadron de ravitaillement en vol (ERV) 4/91 « Landes » est créée le 1er janvier 1964, sur la base aérienne 118 Mont-de-Marsan, au sein de la 91e escadre de bombardement. Elle reprend alors les traditions du Groupe de Bombardement (GB) II/38 et l'insigne de l'escadrille SAL 22.
Au cours de cette année, l'unité réceptionne son premier Boeing C-135F, et est déclarée opérationnelle dès le 1er octobre 1964.
En 1976, l'ensemble des escadrons de ravitaillement en vol sont réunis au sein de la 93e escadre de ravitaillement en vol jusqu'en 1993. L'unité devient alors l'ERV 3/93.
Le 5 septembre 1991, elle déménage sur la base aérienne 125 Istres-Le Tubé, et devient un escadron d'instruction.
Le 1er août 1996, l'EIRV 3/93 « Landes » est dissout, en même temps que l'ERV 1/93 « Aunis ». Les moyens de ravitaillement en vol et les deux escadrilles (SPA Bi 54 et SAL 22) du « Landes » sont transférés au sein du nouvel ERV 93 « Bretagne », créé le même jour.
L'escadron est reformé au sein de la 31e escadre aérienne de ravitaillement et de transport stratégiques (EARTV), le 1er septembre 2020, sur la base aérienne 125 Istres-Le Tubé, sous la désignation d'Escadron de transformation Phénix 3/31 Landes. Elle est chargée de la formation des personnels navigants et mécaniciens sur l'avion Airbus A330 MRTT.

## Chronologie

### Appartenances successives
1. 91e escadre de bombardement : du 1er janvier 1964 au 30 juin 1976
2. 93e escadre de ravitaillement en vol : du 1er juillet 1976 au 1er août 1993
3. 31e escadre aérienne de ravitaillement et de transport stratégiques : depuis le 1er septembre 2020

### Appellations successives
1. Escadron de ravitaillement en vol 4/91 « Landes » : du 1er janvier 1964 au 30 juin 1976
2. Escadron de ravitaillement en vol 3/93 « Landes » : du 1er juillet 1976 au 4 septembre 1991
3. Escadron d'instruction au ravitaillement en vol 3/93 « Landes » : du 5 septembre 1991 au 1er août 1996
4. Escadron de transformation Phénix 3/31 « Landes » : depuis le 1er septembre 2020

### Implantations successives
1. Base aérienne 118 Mont-de-Marsan : du 1er janvier 1964 au 4 septembre 1991
2. Base aérienne 125 Istres-Le Tubé : depuis le 5 septembre 1991